# Iván Campo
Iván Campo Ramos, född 21 februari 1974 i San Sebastián, är en spansk före detta fotbollsspelare. Han avslutade karriären i AEK Larnaca.
Han var uttagen i Spaniens trupp vid VM i Frankrike 1998. 